# Markuszów
Markuszów is een dorp in het Poolse woiwodschap Lublin, in het district Puławski. De plaats maakt deel uit van de gemeente Markuszów en telt 2000 inwoners.